# Dučići
Dučići är en ort i Bosnien och Hercegovina.   Den ligger i entiteten Federationen Bosnien och Hercegovina, i den sydöstra delen av landet, 50 km öster om huvudstaden Sarajevo. Dučići ligger 424 meter över havet och antalet invånare är 277.
Terrängen runt Dučići är huvudsakligen kuperad, men åt sydväst är den bergig. Dučići ligger nere i en dal.Närmaste större samhälle är Goražde, 2,8 km norr om Dučići. 
I omgivningarna runt Dučići växer i huvudsak lövfällande lövskog. Runt Dučići är det ganska tätbefolkat, med 67 invånare per kvadratkilometer.